# Anioły w mieście
Anioły w mieście (ang. When Angels Come to Town) – amerykański dramat filmowy z 2004 roku w reżyserii Andy'ego Wolka. Kontynuacja dwóch filmów Miasto bez Świąt (2001) oraz Prezent na święta (2003). Zdjęcia kręcono w Montrealu.

## Fabuła
Anioł Max (Peter Falk) przybywa do amerykańskiego miasteczka, aby pomóc przed świętami skonfliktowanej rodzinie. W sklepie z ozdobami świątecznymi spotyka uroczą Sally Reid (Tammy Blanchard). Dziewczyna stara się o opiekę nad młodszym bratem przebywającym w rodzinie zastępczej. Max zostawia jej pudełko, które miał przekazać, lecz wkrótce okazuje się, że rozkojarzony anioł pomylił adresy. Do miasteczka przybywa nadzorująca pracę Maxa rezolutna Jo (Katey Sagal), aby odkręcić błąd podwładnego. Odzyskana od Sally paczka trafia w ręce Karla Hoffmana. Mimo to anielski plan zdaje się nie działać do czasu gdy Sally i Karl spotykają się.

## Obsada
- Peter Falk jako Max
- Tammy Blanchard jako Sally Reid
- Seann Gallagher jako Karl Hoffman
- Katey Sagal jako Jo
- Alexander Conti jako Jimmy Reid
- Vlasta Vrána jako Franz Hoffman
- Kathleen Fee jako Marion